# Augsburger Friedenspreis

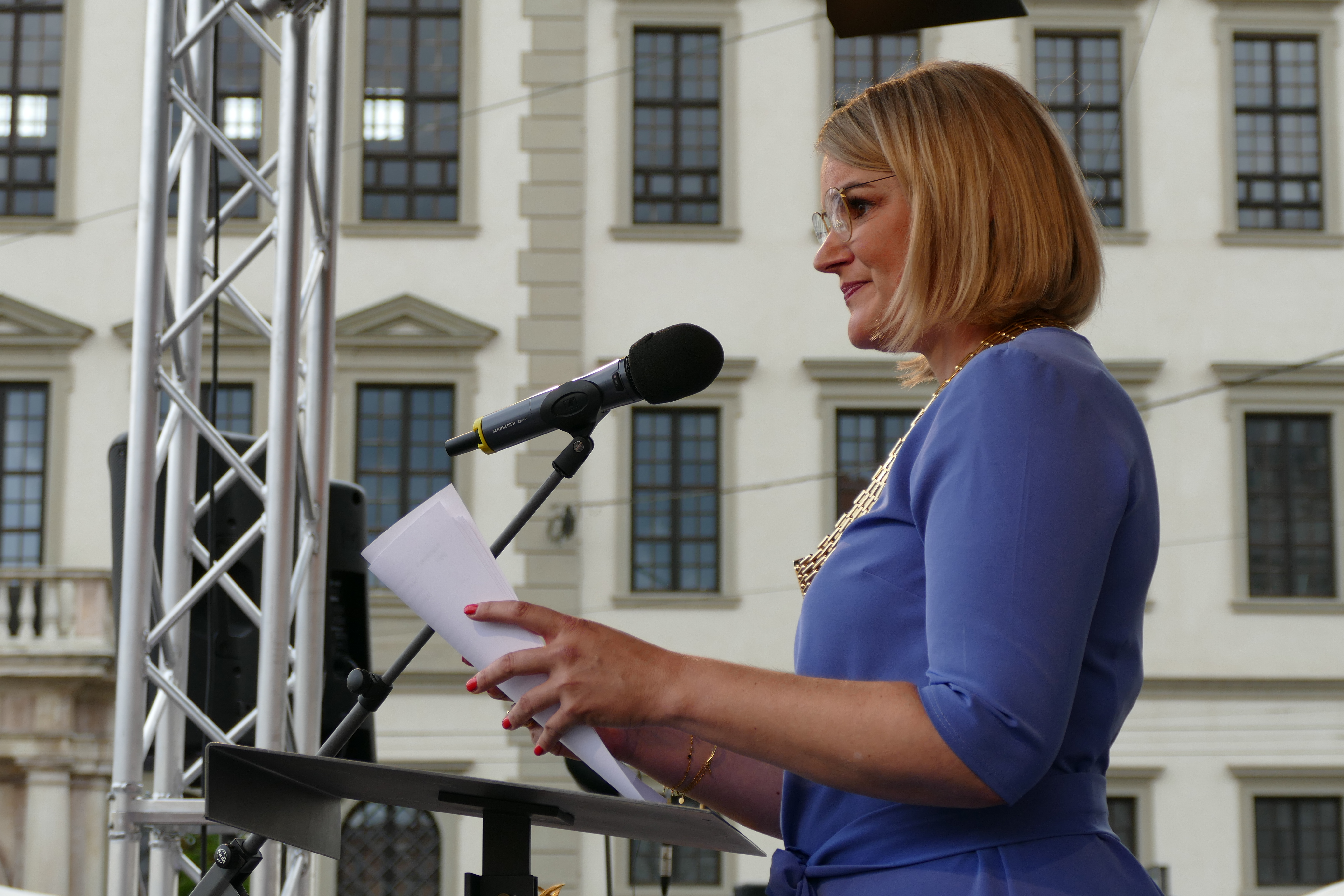
Eva Weber bei der Verkündung des Augsburger Friedenspreises für Katrin Eigendorf 2023

Der Augsburger Friedenspreis bzw. Preis Augsburger Friedensfest wird alle drei Jahre an Persönlichkeiten verliehen, die sich um ein tolerantes und friedfertiges Miteinander der Kulturen und Religionen verdient gemacht haben. Der Preis ist mit 12.500 Euro dotiert. Er wurde 1985 durch die Stadt Augsburg und die Evangelisch-Lutherische Kirche in Bayern aus Anlass des Augsburger Hohen Friedensfestes begründet. Der Preisträger wird jeweils am 08. August auf der Feier des Augsburger Friedensfestes verkündet, die feierliche Preisverleihung erfolgt im darauf folgenden Herbst. 

Die Preisverleihung wurde (Stand 2025) in 2 Jahren vorgezogen: Im Jahr 2005 wegen der 450-Jahr-Feier des Augsburger Reichs- und Religionsfriedens, und im Jahr 2025 aus Anlass des 375. Jubiläums des Friedenfestes von 1650.

## Preisträger
- 1985: Hermann Kunst, deutscher Militärbischof
- 1988: Chiara Lubich, Rom, Gründerin der Fokolarbewegung
- 1991: Nathan Peter Levinson, Landesrabbiner von Hamburg und Schleswig-Holstein
- 1994: Richard von Weizsäcker, Altbundespräsident
- 1997: Alfons Nossol, Erzbischof in Oppeln/Polen
- 2000: Sumaya Farhat-Naser, Friedensvermittlerin im Westjordanland
- 2003: Helmut Hartmann, Gründer des Forums Interkulturelles Leben und Lernen (FILL)
- 2005: Michail Gorbatschow, Friedensnobelpreisträger 1990 und früherer Staatschef der Sowjetunion sowie Christian Führer, Pastor der Leipziger Nikolaikirche
- 2008: Hassan bin Talal, Prinz von Jordanien und ehemaliger Präsident des Club of Rome
- 2011: Papst Schenuda III. von Alexandrien, Oberhaupt der Koptischen Kirche
- 2014: Lea Ackermann, Missionsschwestern Unserer Lieben Frau von Afrika und Gründerin der international tätigen Organisation SOLWODI
- 2017: Martin Junge, Pfarrer, Generalsekretär des Lutherischen Weltbundes (LWB)
- 2020: Münchner Erzbischof Kardinal Marx und evangelisch bayerischer Landesbischof und EKD-Ratsvorsitzender Bedford-Strohm[4]
- 2023: Katrin Eigendorf, ZDF-Krisen- und Kriegsberichterstatterin[5]
- 2025: Josef Schuster, Präsident Zentralrat der Juden in Deutschland